# Finnische Streethockeynationalmannschaft
Die Finnische Streethockeynationalmannschaft ist die Streethockey-Auswahl von Finnland und untersteht Street Hockey Finland (SHF). Aktueller Trainer ist Jari Väänänen.

## Geschichte
2009 besucht sich die finnische Nationalmannschaft erstmals für eine Streethockey-Weltmeisterschaft in Tschechien. In der B-Gruppe der B-WM startend gab es in der Gruppenphase C ein Unentschieden gegen Bermuda,  gewonnen gegen Pakistan 2:1, sowie  Niederlagen gegen die Cayman Islands. Im B-WM-Viertelfinale Qualifikation verlor Finnland mit 1:6 gegen Italien. Durch ein abschließendes 4:0 über die Pakistan wurde Finnland 13. unter 16 Teilnehmern.

## Weltmeisterschaften
- Höchster Sieg: 7:0 gegen Deutschland (WM 2011)
- Höchste Niederlage: 0:9 gegen Tschechien (WM 2015)

| WM   | Austragungsort(e) | Platz     |
| ---- | ----------------- | --------- |
| 2009 | Ratingen          | 13. Platz |
| 2011 | Bratislava        | 7. Platz  |
| 2015 | Zug               | 8. Platz  |
| 2017 | Pardubice         | 9. Platz  |